# 车毅英
车毅英（1928年—），女，四川成都人，中华人民共和国政治人物，曾任四川省妇女联合会主任，中华全国妇女联合会常务委员。

## 家庭
父亲车耀先。